# Omessa
Omessa é uma comuna francesa na região administrativa da Córsega, no departamento de Alta Córsega. Estende-se por uma área de 24,4 km². 